# Fine Time
Fine Time est un single du groupe britannique New Order, sorti en décembre 1988, en éclaireur de l'album Technique.
Cette chanson est un hommage parodique au mouvement acid house alors en pleine explosion en Angleterre et dont New Order peut être considéré comme l'un des inventeurs. La pochette de Peter Saville représente une pluie de pilules multicolores, allusion à l'Ecstasy, drogue particulièrement utilisée à l'occasion des rave parties.
Fine Time atteint la 11e place des classements britanniques ; New Order en livre une prestation en direct à Top of the Pops.